# CipSoft
CipSoft – niemieckie przedsiębiorstwo produkujące gry komputerowe z siedzibą w Ratyzbonie. Wyprodukowało trzy gry zatytułowane: Tibia, Tibia Micro Edition oraz Fiction Fighters.

## Początki istnienia firmy
CipSoft został założony przez Stephana Börzsönyi, Guido Lübke, Ulricha Schlot i Steve'a Voglra w 2001. Pierwszym projektem była Tibia, stworzona pod patronatem CIP Productions w 1997. Po wyprodukowaniu Tibii studio uzyskało samodzielność.

## Produkty

### Tibia
Gra należy do gatunku MMORPG. Była początkowo niekomercyjnym eksperymentem. Pierwsza wersja Tibii została wydana w 1997. Po niedługim czasie stała się projektem komercyjnym.
Tibia, mimo stosunkowo długiego czasu istnienia, nadal posiada prostą grafikę opartą na bitmapach, wykorzystywaną do prostych animacji. Uczestnictwo w grze jest bezpłatne. CipSoft oferuje ulepszanie kont do statusu premium (PACC) udostępniającego wiele dodatkowych opcji, takich jak: logowanie się do serwerów bez kolejki, nowe tereny, potwory, bronie, wygląd postaci, dodatki do postaci i czary.

### Tibia Micro Edition
Gra powstała na bazie Tibii. Jest przeznaczona do gry na platformach telefonów komórkowych. Stworzona przez CipSoft w 2003. Jest pierwszą grą typu MMORPG wydaną na platformy mobilne. Gra jest darmowa i dostępna w czterech językach: angielskim, niemieckim, portugalskim i malajskim.

### Fiction Fighters
Nieistniejąca już gra dostępna w roku 2011. Była interaktywnym komiksem, który polegał na wieloosobowych, turowych potyczkach z różnymi przeciwnikami. Zaprzestano ją rozwijać i zamknięto już po dwóch tygodniach istnienia, z powodu małego zainteresowania ze strony graczy.

### Panzer League
Gra z gatunku multiplayer online battle arena o tematyce czołgów. W związku z sukcesem prototypu z 2014 roku, rozpoczęto testy w czerwcu 2017 roku. Mecze w Panzer League trwają od 5 do 10 minut.

## Nagrody
- W roku 2007 CipSoft zajął 4. miejsce na Deloitte Technology Fast-50 Challenge[3]
- W roku 2008 Cipsoft zajął 3. miejsce na British Telecom Wi-Fi developer challenge[4]
- W roku 2017 nominacja w kategorii „Best Mobile Game” na Global Mobile Awards w 2018 roku w Barcelonie[2].
- W roku 2017 nominacja w kategorii „Best Mobile/Tablets” podczas Game Connection Europe 2017 Development Awards w Paryżu[5].
- W roku 2018 nominacja do „14th International Mobile Gaming Awards Global” w San Francisco[6].